# シシカバブー (ゆずの曲)
「シシカバブー」は、ゆずの楽曲で、通算26枚目のシングル。2008年11月5日に発売。発売元はセーニャ・アンド・カンパニー。

## 概要
ゆずにとって2008年3枚目のシングルで、初めてDVD付きの初回限定盤が発売された。
ゆずにとって初の共作であるが、曲の断片は岩沢が持ってきたもので、そのデモバージョンの仮歌に「シシカバブー」というフレーズがあり、そのまま採用された。
テレビ朝日系列金曜ナイトドラマ『サラリーマン金太郎』主題歌。ゆず自身「飛べない鳥」以来8年ぶりとなるドラマタイアップとなり、同局では初のドラマ主題歌。
前作より順位を2位上げ、初動セールスは2作ぶりに5万枚を超えた。
ジャケットは初回限定盤及び通常盤と共に『サラリーマン金太郎』の原作者である、漫画家の本宮ひろ志によるイラストとなっている。なお、以前にも9枚目のシングル「嗚呼、青春の日々」（2000年）で本宮によるイラストが使用されている。

## 収録内容

### CD
1. シシカバブー (4:43)
  - 作詞・作曲：ゆず / Produced by 蔦谷好位置 & ゆず
2. ボサ箱根 (3:58)
  - 作詞・作曲：北川悠仁
  - ボサノバ調の曲。アルバム『1 〜ONE〜』の頃には既にあった曲。
3. 使い捨て世代 (3:07)
  - 作詞・作曲：岩沢厚治
  - ウクレレの音が入っている弾き語り曲。

### 初回限定盤付属DVD
1. WONDERFUL WORLD　2008年6月29日横浜アリーナ公演コンピレーション映像
同時発売のDVD『LIVE FILMS WONDERFUL WORLD』を寄せ集めた特別映像となっている。
2. 栄光の架橋（YUZU ARENA TOUR 2008 WONDERFUL WORLD　2008年6月29日横浜アリーナ公演より）
同日のライブを収録した『LIVE FILMS WONDERFUL WORLD』には、この曲は収録されていない。

## 演奏
- 北川悠仁：Vocal, Acoustic Guitar, Tambourine
- 岩沢厚治：Vocal, Acoustic Guitar, Harp

シシカバブー
- 蔦谷好位置：Programming, All Other Instruments
- 松原“マツキチ”寛：Drums
- 石川具幸 (WIDE AND ZOOM)：Bass
- 川崎太一朗：Trumpet
- 加藤雄一郎：Sax
- 大澤拓也：Electric Sitar
- ガラスのコーラス隊：Chorus

ボサ箱根
- 島村英二：Drums
- 高水健司：Bass
- 小倉博和：Gut Guitar
- 三沢またろう：Percussion

使い捨て世代
- 岩沢厚治：Ukulele

## テレビ出演
- ミュージックステーション（テレビ朝日、2008年11月7日）